# Ross McCormack
Ross McCormack (ur. 18 sierpnia 1986 w Glasgow) – szkocki piłkarz występujący na pozycji napastnika w Aston Villi oraz w reprezentacji Szkocji.

## Kariera klubowa
Swoją karierę piłkarską McCormack rozpoczął w roku 2003 w Rangers. W drużynie tej zadebiutował w maju 2004 roku w spotkaniu z Motherwell. Pierwszą bramkę zdobył natomiast 16 maja w wygranym 3:2 meczu z Dunfermline Athletic. Cały sezon 2003/04 Szkot zakończył z dwoma ligowymi występami. W następnych rozgrywkach nie mógł przebić się do pierwszej jedenastki i zagrał tylko w jednym meczu. 23 listopada 2005 roku w swoim debiutanckim występie w europejskich pucharach, w pojedynku Ligi Mistrzów z FC Porto zdobył bramkę a mecz zakończył się remisem 1:1. W styczniu 2006 roku McCormack został wypożyczony do angielskiego Doncaster Rovers. W czasie czterech miesięcy gry w tej drużynie był tam podstawowym zawodnikiem i wystąpił w 19 spotkaniach, w których zdobył pięć bramek.
11 lipca 2006 roku Szkot podpisał kontrakt z Motherwell. W nowym klubie zadebiutował 30 lipca w spotkaniu z jego byłą drużyną, Rangers. 28 lutego 2007 roku w pojedynku Pucharu Szkocji z St. Johnstone zdobył swoją pierwszą bramkę dla Motherwell. 12 maja w wygranym 3:2 ligowym spotkaniu z St. Mirren zdobył dwa gole. Sezon 2006/07 McCormack zakończył z 12 występami. W następnych rozgrywkach zdobył osiem bramek w 36 meczach i był trzecim najlepszym strzelcem klubu.
28 czerwca 2008 roku McCormack podpisał kontrakt z Cardiff City. W tej drużynie zadebiutował 9 sierpnia w pojedynku z Southamtpon, zaś pierwszą bramkę zdobył 16 sierpnia w meczu z Norwich City. W sezonie 2008/09 Szkot zdobył ponad 10 bramek dla Cardiff City co czyni go najlepszym strzelcem klubu.
27 sierpnia 2010 roku Ross McCormack związał się trzyletnim kontraktem z drugoligowym Leeds United.

## Kariera reprezentacyjna
W roku 2006 McCormack zadebiutował w reprezentacji Szkocji do lat 21. Pierwszą bramkę w tej kategorii wiekowej zdobył natomiast 11 października 2007 roku w spotkaniu z Litwą. W kadrze U-21 McCormack zaliczył 10 występów oraz zdobył trzy bramki. W dorosłej kadrze zadebiutował 30 maja 2008 roku w pojedynku z Czechami. 1 kwietnia 2009 roku w spotkaniu z Islandią zdobył swoją pierwszą bramkę w kadrze. Ponadto w 2007 roku zagrał w spotkaniu reprezentacji B.

## Sukcesy
Indywidualne
- Król strzelców Championship: 2013/14 (28 goli)